# Israel Hopstein von Koschnitz

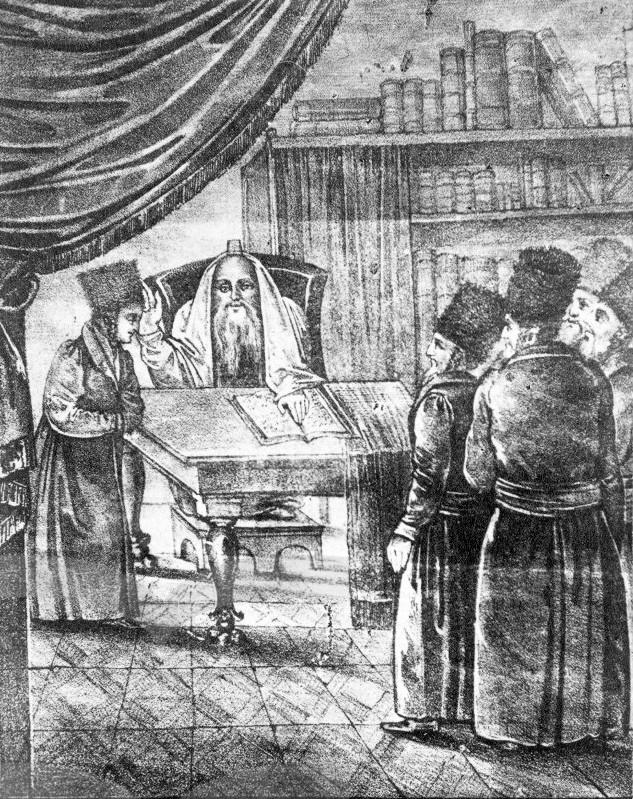
Israel Hopstein von Koschnitz

Israel ben Schabtai Hopstein von Koschnitz (* 1733 in Apta; † 1814) war ein chassidischer Zaddik in Polen.

## Leben und Werk
Israel ben Schabtai, als Sohn eines armen Buchbinders in einer polnischen Kleinstadt geboren, war Schüler von Samuel Horowitz von Nikolsburg, Dow Bär von Mesritsch, Elimelech von Lyschansk und Levi Jizchak von Berditschew. In seiner Jugend zog er sich aus der Gesellschaft zurück und wurde ein Asket. Nach dem Tode seines Vaters zog er nach Przysucha und lebte dort als Lehrer (Melamed). Später zog er nach Kozienice, wo seine Predigten ihm den Beinamen Maggid von Kozienice eintrugen.
Obwohl er sich häufig kabbalistischer Symbole bediente, waren seine Predigten klar gegliedert und übten großen Einfluss auf die Zuhörer aus. Zur Rolle des Predigers schrieb er: „Wer Menschen tadelt und sie das Gesetz und das Wort Gottes lehrt, muss in das Herz jedes einzelnen von ihnen, und sei es auch eines sehr bösartigen Menschen, Einblick haben.“ So war es auch sein Ziel, seine Zuhörer „mit sanfter Überzeugung zu ermahnen, nicht mit harten Worten“, wie in seinem Werk Awodat Jisrael zu lesen ist. Als Mann des Volkes würzte er seine Reden mit zahlreichen Sprichwörtern.
Er wurde jedoch hauptsächlich durch seine Tätigkeit als Zaddik bekannt und gewann durch seine ekstatische Gebetsweise, die durch das Prinzip von Dewekut (Hingabe an Gott) geprägt war, zahlreiche Anhänger. Laut Israel besteht die wichtigste Pflicht eines Zaddik darin, seinen Anhängern geistige Führung zu erteilen und sie beim Gottesdienst zu unterstützen. Wenn sich der Zaddik Gott hingibt, ist dies eine dynamische Handlung, die auch dem Durchschnittsmenschen ermöglicht, sich seinem Schöpfer zu nähern und somit das Ziel des Chassidismus erfüllt. Israel unternahm zahlreiche praktische Schritte, um dieses Ziel zu erreichen. Er kümmerte sich um das Wohlergehen, die Kinder und den Lebensunterhalt seiner Chassidim. Er verteilte sogar Heilmittel und Amulette, was von seinen Anhängern damit gerechtfertigt wurde, die Amulette enthielten nur seinen Namen, während ihn die Gegner des Chassidismus, die Mitnagdim, deshalb scharf kritisierten.
Israel von Kozienice pflegte ein lebhaftes Interesse an öffentlichen Angelegenheiten und hatte offenbar Beziehungen zum polnischen Haus Czartoryski. Erfolglos versuchte er, den Druck antichassidischer Publikationen im Warschau des späten 18. Jahrhunderts zu verhindern. Zusammen mit seinem Freund Jaakow Jizchak, dem „Seher von Lublin“, förderte er insbesondere in Polen den Chassidismus, der vom Baal Schem Tow begründet worden war. Er verfügte über gründliches Wissen im traditionellen und esoterischen Bereich und beteiligte sich an halachischen Diskussionen über die Frage der Aguna (von ihrem Ehemann verlassene Frau). Sein halachisches Hauptwerk ist Bet Jisrael (Warschau, 1864), sein wichtigstes Werk über den Chassidismus Awodat Jisrael (Józefów, 1842). Er schrieb auch einige Werke über die Kabbala (Or Jisrael, Ner Jisrael und weitere), die jedoch keine selbständigen kabbalistischen Interpretationen enthalten.